# Vilma Caccuri
Vilma Anna Maria Caccuri (São Paulo, 16 de janeiro de 1929) é uma pintora brasileira. Formada pela Escola de Belas Artes de São Paulo em 1950, atualmente leciona pintura em seu ateliê e continua a dedicar-se à pintura a óleo de paisagens, flores, naturezas mortas e marinhas.
Já realizou diversas exposições nacionais, tendo sido premiada inúmeras vezes por sua significativa contribuição à produção artística nacional.